# 박노계집 판목
박노계집 판목(朴蘆溪集 板木)은 대한민국 경상북도 영천시 북안면, 도계서원에 있는 목판이다. 1974년 12월 10일 경상북도의 유형문화재 제68호로 지정되었다.

## 개요
인조 때의 시인 노계 박인로(1561∼1642)의 문집인『노계집』을 간행하기 위하여 만든 목판이다.
박인로는 어려서부터 시문에 뛰어났으며 임진왜란이 일어나자 수군으로 활동하였으며, 선전관을 거쳐 만호(萬戶)를 지냈고, 가사문학을 발전시키는데 크게 공헌하였다.『노계집』은 한시문과 가사, 시조 등을 수록한 3권 2책으로 목판 수량은 99매이다. 특히 그의 작품 가운데 「태평사」, 「사제곡」, 「누항사」, 「선상탄」, 「독락당」, 「영남가」, 「노계가」 등 7편의 가사와 「오륜가」, 「조홍가」 등 68수의 시조는 지금까지 전해져 국문학에서 중요한 위치를 차지하고 있다.
이 목판은 당시의 인쇄문화사 연구 뿐만 아니라 국문학사의 중요한 사료로 평가된다.

## 같이 보기
- 도계서원

## 참고 자료
- 박노계집판목 - 국가유산청 국가유산포털